# Orlando Fedeli
Orlando Fedeli (* 7. Februar 1933 in São Paulo; † 9. Juni 2010 ebenda) war ein brasilianischer römisch-katholischer Historiker, Lehrer und politischer Aktivist.

## Biografie
Fedeli war ein Sohn italienischer Eltern und schloss seine Schulbildung am Colégio Nossa Senhora do Carmo ab, einer Schule, die von Maristen-Schulbrüdern geleitet wurde. Nach dem Dienst in der brasilianischen Armeereserve studierte er Geschichte an der Päpstlichen Katholischen Universität von São Paulo und schloss sein Studium mit dem Doktor der Geschichtswissenschaften an der Universität São Paulo ab. Danach unterrichtete er in einigen Sekundarschulen São Paulos und an seiner vorherigen Hochschule, der Katholischen Universität.

## Positionen
Mehr als dreißig Jahre war Fedeli Mitglied der Sociedade Brasileira de Defesa da Tradição, Família e Propriedade, welche die brasilianische Bodenreform vehement bekämpfte. Fedeli verließ diese Gesellschaft und wurde einer ihrer eifrigsten Kritiker. Ebenso kritisierte er einen Abkömmling der Gesellschaft, nämlich die Herolde des Evangeliums.
Trotz dieses Gesinnungswandels blieb Fedeli ein Kritiker der Befreiungstheologie und der eher linksgerichteten Bischöfe Brasiliens.

## Werke
Zum Teil posthum erschienen:
- Nos Labirintos de Eco (2005), seine Interpretation von Umberto Ecos Roman Der Name der Rose
- Carta a Um Padre (2007), eine Kritik am zweiten vatikanischen Konzil
- Antropoteísmo: a Religião do Homem (2011) über Esoterik
- No País das Maravilhas: a Gnose Burlesca da TFP e dos Arautos do Evangelho (2011, ISBN  978-8564699007), in welchem er die beiden katholischen Organisationen als esoterische Kulte bezeichnete
- Vaticano II: nem dogmático, nem pastoralmente correto (2017)
- Sob a Máscara – As Polêmicas de Orlando Fedeli e Fernando Schlithler contra Olavo de Carvalho (2019)